# Thomas M. Scanlon

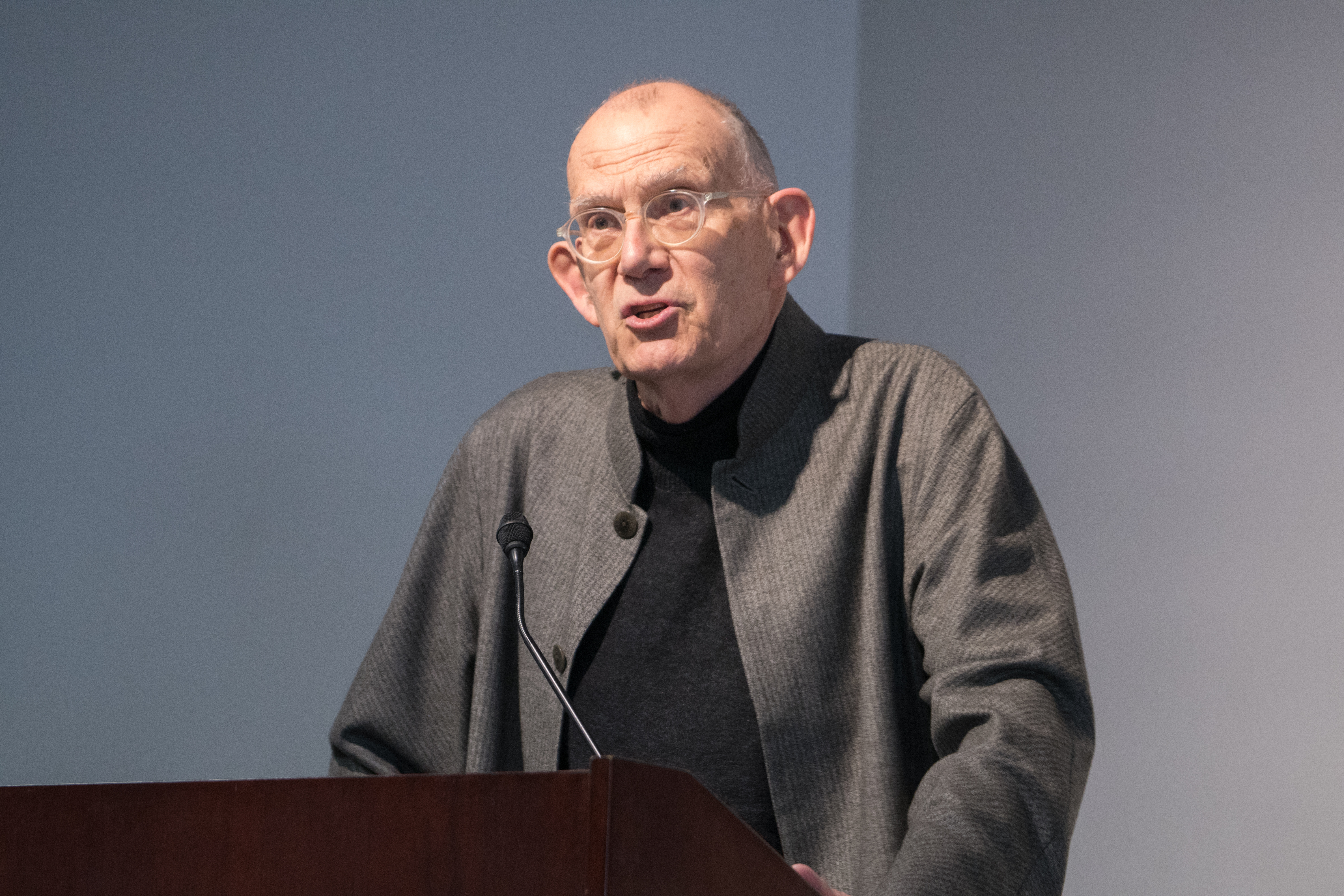
Thomas M. Scanlon

Thomas Michael (“Tim”) Scanlon (* 28. Juni 1940 in Indianapolis, Indiana) ist ein US-amerikanischer Moralphilosoph. Er ist Alford Professor für Natürliche Religion, Moralphilosophie und Politik am Institut für Philosophie an der Harvard University.
Scanlon ist der Sohn eines Rechtsanwaltes, durch den er bereits in der Jugend grundlegende Kenntnisse über allgemeine Fragen des Verfassungsrechtes erwarb.
Während seines Studiums der Philosophie an der Princeton University befasste er sich vorrangig mit Logik und der Philosophie der Mathematik. Seine Examensarbeit schrieb er 1962 bei Paul Benacerraf. Im Jahr 1963 studierte er ein Jahr lang an der Oxford University, für das er ein Fulbright-Stipendium erhielt. Hier hörte er insbesondere Michael Dummett und befasste sich zum ersten Mal intensiv mit Immanuel Kant. Im Anschluss wechselte er 1963 nach Harvard, wo er einerseits John Rawls kennenlernte, andererseits bei Burton Dreben mit einer Arbeit über Beweistheorie im Jahr 1968 promovierte.
Bereits ab 1966 hatte er einen Lehrauftrag in Princeton, wo er im Jahr 1977 zum Professor ernannt wurde. Im Jahr 1984 nahm er einen Ruf an die Harvard-Universität an, wo er 1988 die Alford Professur erhielt.
Etwa ab 1974 verlegte er den Schwerpunkt seinen Arbeiten auf Fragen der Ethik und Politischen Philosophie. Eine seiner wichtigsten Forschungsbeiträge stellt seine neue Variante des Kontraktualismus dar. Er steht darin in der Tradition von John Rawls, Immanuel Kant und Jean-Jacques Rousseau.
Scanlon ist Mitherausgeber der Zeitschrift Philosophy and Public Affairs und wurde im Jahr 2002 Präsident der American Philosophical Association (Eastern Division). 1993 war er MacArthur Fellow und wurde in die American Academy of Arts and Sciences aufgenommen. 1997 wurde er Mitglied (Corresponding Fellow) der British Academy. Für 2016 wurde ihm der Lauener Preis zugesprochen, 2018 wurde Scanlon in die American Philosophical Society gewählt.
Scanlon ist verheiratet, hat zwei Töchter und ist der Schwiegervater des Philosophen und Afrikaforschers Tommie Shelby.

## Werke
- The Significance of Choice (The Tanner Lectures on Human Values, Oxford, Mai 1986) (online; PDF; 735 kB)
- The Diversity of Objections to Inequality, Kansas, 1997
- What We Owe to Each Other, Harvard University Press (1998) (Review von Thomas Nagel)
- The Difficulty of Tolerance, Cambridge University Press (2003)
- Political Equality/ Politische Gleichheit, Klartext (2005), ISBN 978-3-89861-432-0 (mit weiteren Beiträgen von Rainer Forst, Herlinde Pauer-Studer, Gesine Schwan u. a. hrsg. von Julian Nida-Rümelin und Wolfgang Thierse)
- Moral Dimensions: Permissibility, Meaning, Blame, Harvard University Press (2008) (Review von Kevin Vallier, Value Inquiry (2010) 44:561–565)
- Being Realistic About Reasons, Oxford University Press (2014)